# Чумаклы
Чумаклы — река в Томской области России, правый приток Куйлы. Устье находится в 11 км от устья Куйлы по правому берегу. Длина реки составляет 11 км. Высота устья 122 м.

## Данные водного реестра
По данным государственного водного реестра России относится к Верхнеобскому бассейновому округу, водохозяйственный участок реки — Чулым от в/п с. Зырянское до устья, речной подбассейн реки — Чулым. Речной бассейн реки — (Верхняя) Обь до впадения Иртыша.
Код водного объекта — 13010400312115200021117.